# Заготзерно (Дюртюлинский район)
Заготзерно (баш. Заготзерно) — упраздненный посёлок в Дюртюлинском районе Башкортостана  Исмайловского сельсовета. Упразднен в 1989 году.

## История
Указ Президиума ВС Башкирской АССР от 17.06.1989 N 6-2/214 «Об исключении из учетных данных некоторых населенных пунктов» упразднил вместе с Заготзерном:
деревню Симбугино Языковского сельсовета Благоварского района;

железнодорожная будка 1411 км Гафурийского сельсовета Буздякского района; деревню Бурный Поток, деревню Елановка, поселок Кирзавода, село Михайловка Ангасяковского сельсовета, деревню Алга Московского сельсовета Дюртюлинского района;

деревню Кинзебызово 1-е Абдуловского сельсовета, деревню Назаркино Куюргазинского сельсовета Кумертауского района;

деревню Алексеевка Тюменяковского сельсовета, деревню Урдяк-Николаевка Татар-Улкановского сельсовета Туймазинского района.

## Промышленность
Находился Исмайловсий пункт конторы «Заготзерно» Дюртюлинского района (его фонды сейчас хранятся в ЦГАООРБ, см. книгу Центральный государственный архив общественных объединений Республики Башкортостан. Путеводитель. 2009)

## Географическое положение
Находилось на озере и протоке Старица, возле р. Белая. Ближайшие селения: деревня Кучергич, деревня Исмаилово, деревня Старобалтачево.
Расстояние до:
- районного центра (Дюртюли): 17 км
- центра сельсовета (Исмаилово): 2 км
- ближайшей ж/д станции (Буздяк): 139  км